# Isolde Kurz

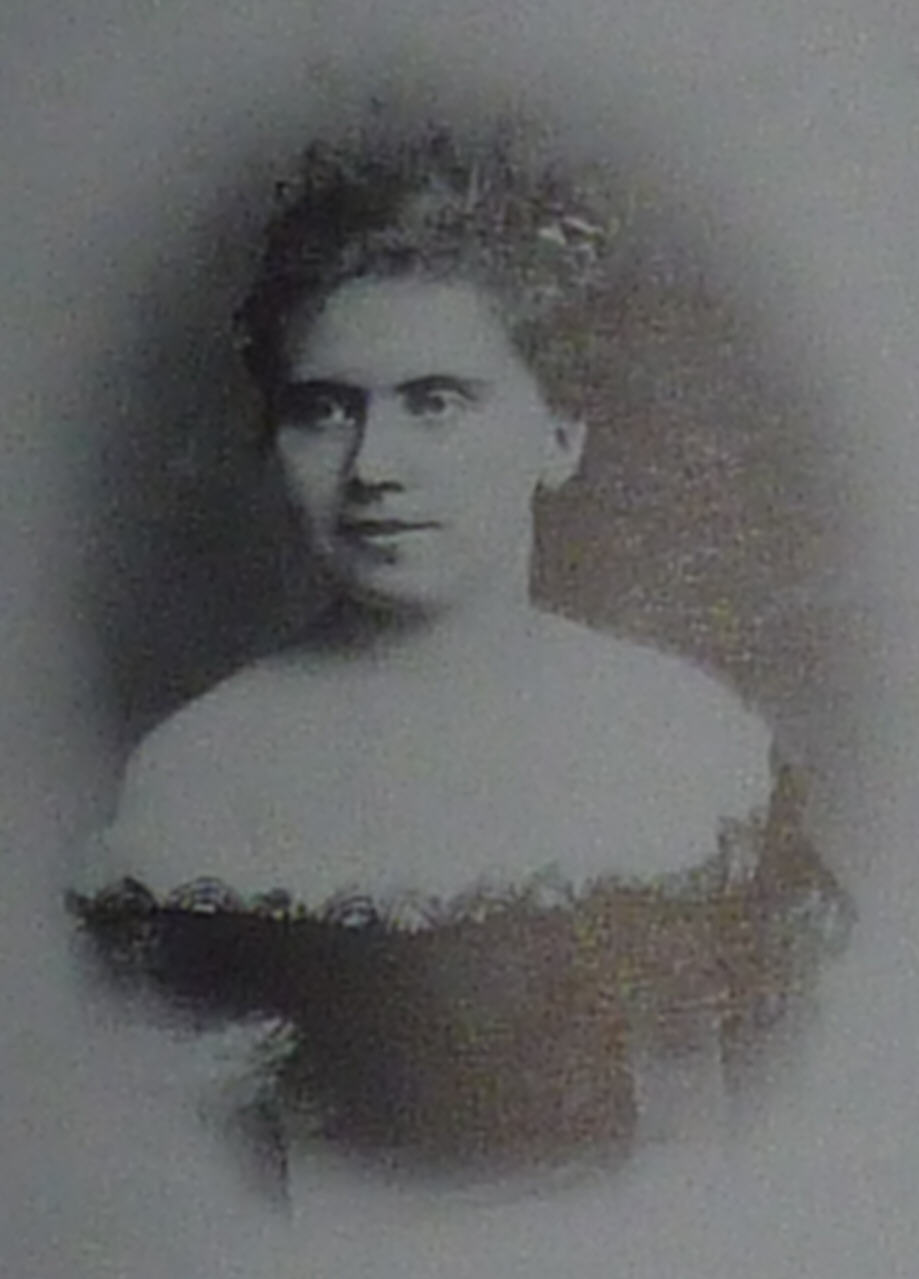
Isolde Kurz, omkring 1870.

Isolde Kurz, född 21 december 1853, död 6 april 1944, var en tysk författare. Hon var dotter till Hermann Kurz.
Kurz har skrivit diktsamlingarna Gedichte (1888), Neue Gedichte (1905), Schwert aus der Scheide (1917), novellsamlingarna Florentinische Novellen (1890), Lebensfluten (1907), Cora (1915), Vom Strande (1925) samt romaner, aforismer, sagor, lgender samt 1906 en biografi över sin far. Isolde Kurz författarskap hade beröringspunkter med Conrad Ferdinand Meyers poetiska realism. Hennes Gesammelte Werke utkom i 6 band 1925.